# Dainas
Dainas er en traditionel form for musik eller poesi fra Letland. Litauiske dainas har fælles træk. Lettiske dainas omhandler ofte før-kristne temaer og legender, med bordune vokale stilarter og den lettiske citar, kaldet kokle.
Dainas er meget korte, som regel bestående af kun ét eller to ikke-rimende vers og i en firbenet trokæisk meter. Rent lyrisk, beskæftiger dainas sig med de indfødtes mytologi, men i modsætning til de fleste lignende former, har de ikke nogen legendarisk helte. Historierne kredser ofte om før-kristne guder som solgudinden Saule, måneguden Meness og, mest bemærkelsesværdigt, menneskers liv, især deres tre vigtigste begivenheder – fødsel, bryllup og død (herunder begravelse). Den første samling af dainas blev udgivet mellem 1894 og 1915 som Latvju Dainas af Krišjānis Barons. Der findes langt over 200.000 indsamlede dainas i skriftlig form.